# Niżnie Sieczkowe Siodełko
Niżnie Sieczkowe Siodełko (niem. Unteres Sieczka-Sättelche, słow. Nižné Sieczkove sedielko, węg. Alsó-Sieczka-nyergecske) – jedna z kilku Sieczkowych Przełączek położonych w długiej wschodniej grani Świnicy w polskich Tatrach Wysokich. Wznosi się na wysokość ok. 2195 m, ale nie w samej grani Sieczkowych Turni, lecz poniżej, na wschodnich stokach tej grani, nad Dolinką Buczynową, między Skrajną Sieczkową Turnią (ok. 2220 m) a Pośrednią Sieczkową Turnią (ok. 2220 m). Znajduje się wąskim żlebku opadającym z Wyżniego Sieczkowego Siodełka.
Dawniej przełączka nie miała nazwy. Nadał ją dopiero w 2013 r. Władysław Cywiński. Upamiętnił w ten sposób dawnego przewodnika tatrzańskiego – górala Macieja Gąsienicę Sieczkę, pierwszego zdobywcę wielu szczytów tatrzańskich.
Niżnie Sieczkowe Siodełko znajduje się poza szlakami turystycznymi. Prowadzi natomiast przez niego droga wspinaczkowa z Dolinki Buczynowej przez Komin Sawickiego (III stopień w skali trudności UIAA).